# Flandra Zeelandică

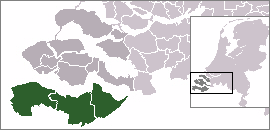
Flandra Zeelandică

Bandiere Flandra Zeelandica

Flandra Zeelandică (neerlandeză Zeeuws Vlaanderen) este o regiune situată în Olanda la sud de gura de vărsare a râului Schelde în apropiere de granița cu Belgia. Regiunea corespunde părții istorice din regiunea Flandra ce aparține din punct de vedere administrativ de Olanda. Face parte din provincia Zeelanda și cuprinde  comunele Terneuzen, Hulst și  Sluis.